# Ларін Іван Іванович
Іван Іванович Ларін (нар. 1 вересня 1949, с. Гречишкине, Новоайдарський район, Ворошиловградська область) — Голова Гречишкинської сільської ради Новоайдарського району Луганської області. Член правління ВАССР. Голова регіонального відділення в Луганській області.

## Життєвий шлях
Народився Іван Іванович 1 вересня 1949 року в селі Гречишкине, Новоайдарського району, Ворошиловградської області у сім'ї звичайних працівників колгоспу. У 1955 році пішов до першого класу Гречишкинської восьмирічної освітньої школи. У 1967 році закінчив Луганське професійно-технічне училище № 1 та отримав спеціальність тракториста.
З 1968 по 1970 роки проходив строкову військову службу в лавах Радянської Армії (Прикарпатський військовий округ). Учасник бойових дій, воїн-інтернаціоналіст. Під час служби в армії брав участь у подіях Чеського конфлікту 1968 року (введення військ у Чехословаччинну). Брав участь у зйомках окремих епізодів кінострічки «На войне как на войне» 1968 року.
Після служби в армії пішов працювати до рідного колгоспу. Паралельно із трудовою діяльністю продовжує навчання у навчальних закладах: з 1970 по 1973 роки навчався у Політехнікумі сільського господарства міста Ворошиловград, а в 1981 році закінчив Ворошиловградський сільськогосподарський інститут. З 1970 до 1990 року пройшов шлях від тракториста до директора радгоспу «Прогрес» села Гречишкине. Усі наступні роки роботи у колгоспі обіймав посаду директора.
У 2001 році залишив колгосп та перейшов на посаду заступника директора Новоайдарського державного лісомисливського господарства. У 2003 році заснував аграрне підприємство ТОВ «Колосок». Після обрання головою Гречишкинської сільської ради полишив пост генерального директора ТОВ «Колосок» та пішов на державну службу.
З 2006 до 2015 року очолював громаду Гречишкинської сільської ради, до складу якої входять села: Гречишкине, Путилине, Окнине, Безгинове. За часи державної служби брав активну участь у політичному та суспільному житті Новоайдарського району. За плідну працю та високі результати роботи на державній службі неодноразово був відзначений державними нагородами та відзнаками. Так 2011 році був нагороджений медаллю «За розвиток місцевого самоврядування» комітетом Верховної Ради з питань державного будівництва та місцевого самоврядування. У 2012 році був відзначений подякою Прем'єр — міністра України «За багаторічну сумлінну працю та високий професіоналізм» тощо.

## Державна служба
За час роботи на посаді голови Гречишкинської сільської ради Ларін І.І встиг зробити багато важливих справ для рідного села та району у цілому:
- прокладено газопровід до села Гречишкине та створено умови для подальшої газифікації жилих будівель;[3]
- для дітей села Гречишкине відкрито дитячий дошкільний заклад «Теремок»;[4]
- створено громадську організацію «Прогрес», головою якої є В. В. Макогон;
- виготовлено проект землеустрою щодо встановлення і зміни меж населених пунктів с. Гречишкине, с. Безгинове, с. Окнине, с. Путилине;
- заснована ветеранська організація, беззмінним керівником якої є Ф. П. Матушкін;
- розвиток культурного життя села та визнання на державному рівні народного фольклорно — етнографічного вокального ансамблю «Калина» під керівництвом Т. М. Дементьєвої. Колектив є учасником п'яти міжнародних фестивалів: «Русь песенная — Русь мастеровая» (2006 р., 2008 р., 2012 р. Воронеж), IV Всеросійський фестиваль національних культур «Від Волги до Дону» (м. Волгоград), II –й міжнародний фестиваль «Козацька станиця Москва» (2012 р. м. Москва). Колектив є постійним учасником міжнародного фестивалю козацької культури у Станиці Луганській «Любо», учасником у заключному етапі Фестивалю мистецтв України (2009 р., м. Київ);
- У 2010 році було відремонтовано два водогону, які забезпечують водою населений пункт;
- у 2011 році започатковано проведення щорічної акції Районний зліт «Этих дней не смолкнет слава», в рамках якого проходить воєнно-спортивна гра «Зірниця»[5] (у перше подібна акція була проведена у 2010 році на території села Гречишкине);[6]
- за активної участі громади було успішно реалізовано ряд інших проектів, серед яких капітальний ремонт Гречишкинської ЗОШ I—III ст. тощо.